# Vapenstilleståndet i Compiègneskogen

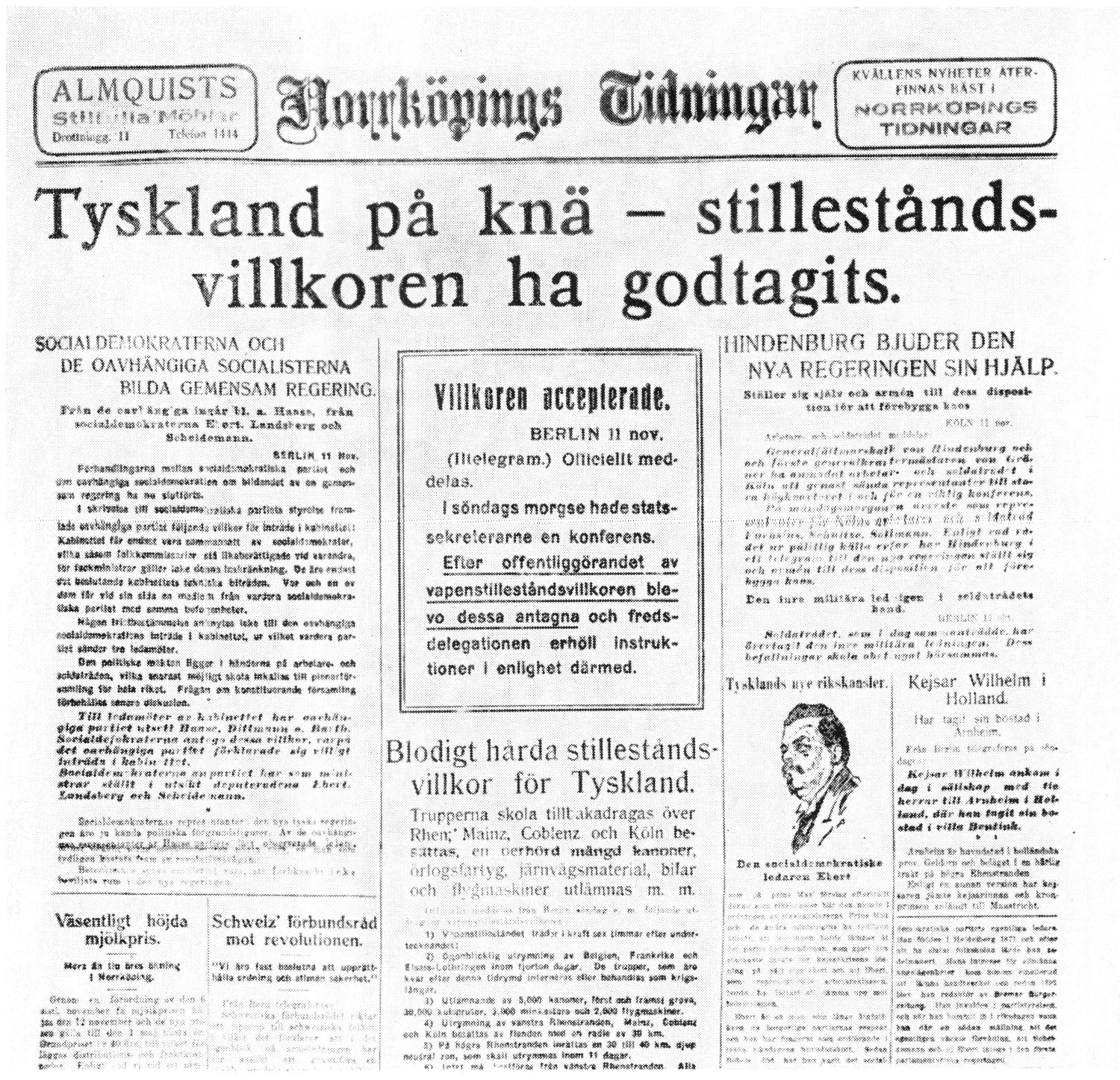
Svensk tidningsartikel informerar om nyheten från västfronten i november 1918.

Vapenstilleståndet i Compiègneskogen var det vapenstillestånd som slöts den 11 november 1918 mellan ententen och Tyska riket och avslutade stridigheterna på västfronten under första världskriget. Förhandlingarna ägde rum i en järnvägsvagn parkerad i Compiègneskogen i Picardie i norra Frankrike.

## Bakgrund
Tysklands utsikter att gå segrande ur första världskriget minskade dramatiskt under krigets sista år. Den tyska våroffensiven mars-juli 1918 hade misslyckats, de franska och brittiska arméerna på västfronten började få truppförstärkningar från USA medan de övriga centralmakterna led avgörande nederlag under sensommaren och början på hösten. Efter de allierades samlade framryckningar under hundradagarsoffensiven framstod Tysklands situation som hopplös. Förlusterna på västfronten var så svåra att varken inkallandet av nya värnpliktiga eller tillbakadragandet av existerande förband från Östeuropa kunde avhjälpa de långsiktiga svårigheterna med att fortsätta kriget. Läget förvärrades ytterligare av Tysklands akuta brist på viktiga resurser som råolja och det faktum att krigströttheten hade lett till upprorsstämning på flera håll i landet.

### Månaderna före vapenstilleståndet
De tyska arméerna på västfronten skakades av massdeserteringar och myteri och den 29 september gjorde den tidigare krigsentusiasten general Erich Ludendorff, som hos den tyska generalstaben ansvarade för hela kriget i väster, en helomvändning och krävde att riksregeringen bad om vapenstillestånd med ententen. Militärledningen satte sitt hopp till att USA:s president Woodrow Wilson skulle agera medlare mellan Tyskland och de två allierade huvudmakterna Storbritannien och Frankrike. I oktober 1918 infördes ett parlamentariskt statsskick i Tyskland och generalstaben, som i princip hade styrt landet under hela kriget, överlät allt ansvar på att förhandla fram vapenstilleståndet på den nya civila regeringen. Förhoppningen var att Wilsons fjorton punkter skulle ligga till grund för ett acceptabelt framtida fredsavtal. Rikskanslern prins Maximilian av Baden önskade egentligen ett mindre kapitulationsliknande fredsanbud men pressades av general Ludendorff att den 4 oktober 1918 meddela president Wilson att man gick med på villkoren för stilleståndsförhandlingar, vilket inkluderade ett tyskt tillbakadragande från ockuperade territorier, ett slut på ubåtskriget och kejsarens abdikation.
General Ludendorff bytte i slutet av oktober åsikt ännu en gång och förklarade att de allierade kraven var oacceptabla men entledigades den 26 oktober. Under tiden tvingades Osmanska riket skriva under vapenstillestånd den 31 oktober och Österrike-Ungern den 3 november. Den 5 november gick britter och fransmän med på förhandlingar även med Tyskland och dagen därefter skickades en tysk delegation under ledning av centerpolitikern Matthias Erzberger till Frankrike. President Wilson hade insisterat på att den tyska delegationen var demokratiskt representativ och därför kunde den inte ledas av militära representanter. Paul von Hindenburg hade dessutom insisterat på att delegationen skulle vara civilt ledd för att krigsmakten skulle slippa bära ansvar för nederlaget. Under november månad började Tyskland även härjas av flera "röda revolutioner" som satte ytterligare press på landets regering att avsluta ett krig som hade åsamkat även den egna civilbefolkningen stort lidande. Den 9 november 1918 avskaffades monarkin i landet och socialdemokraten Friedrich Ebert övertog för en dag rikskanslerämbetet i den nya Weimarrepubliken för att dagen därpå bli Tysklands första republikanska statschef.

## Förhandlingarna

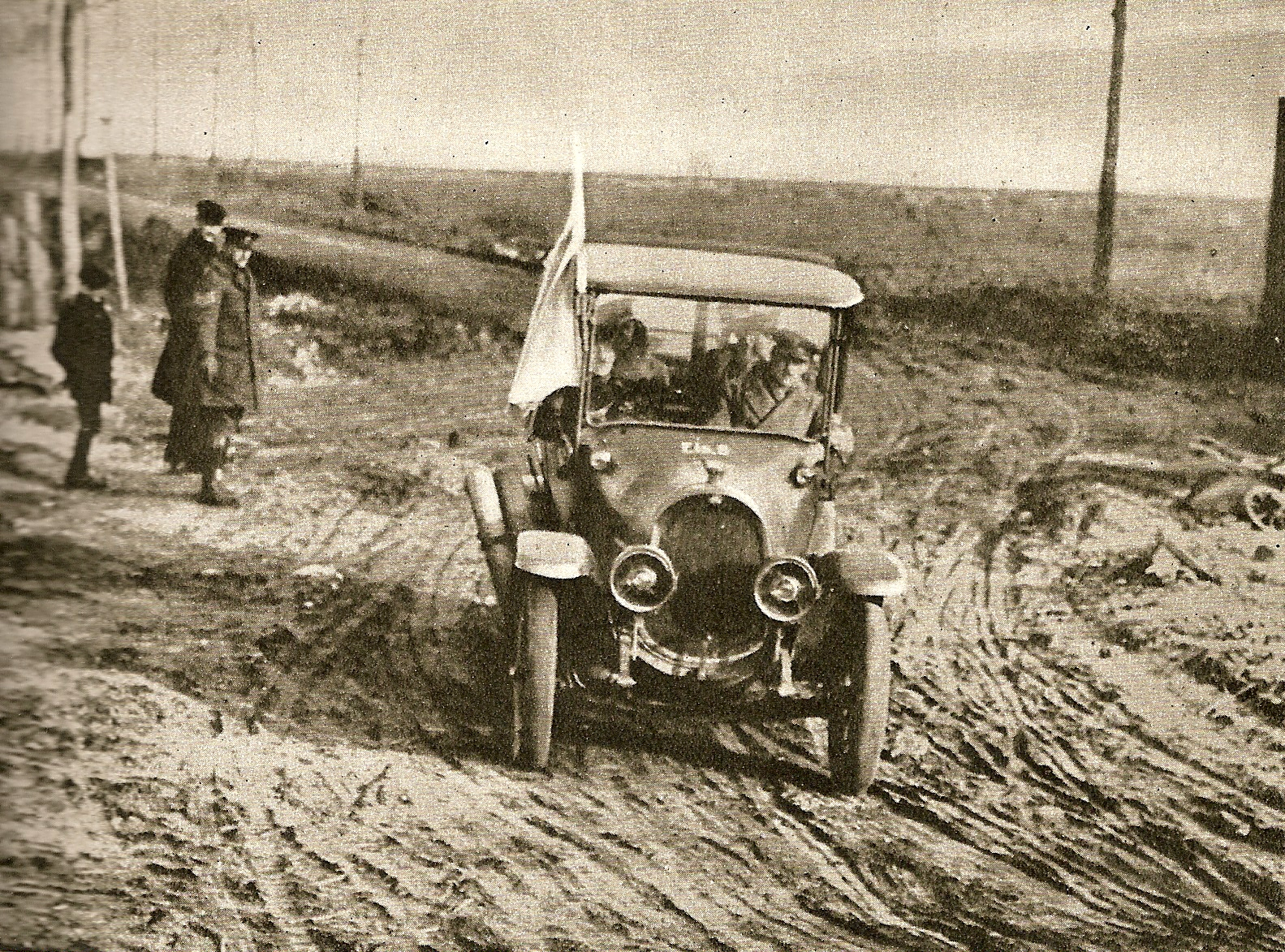
Tyska delegater vid de franska förposterna, 8 november 1918.

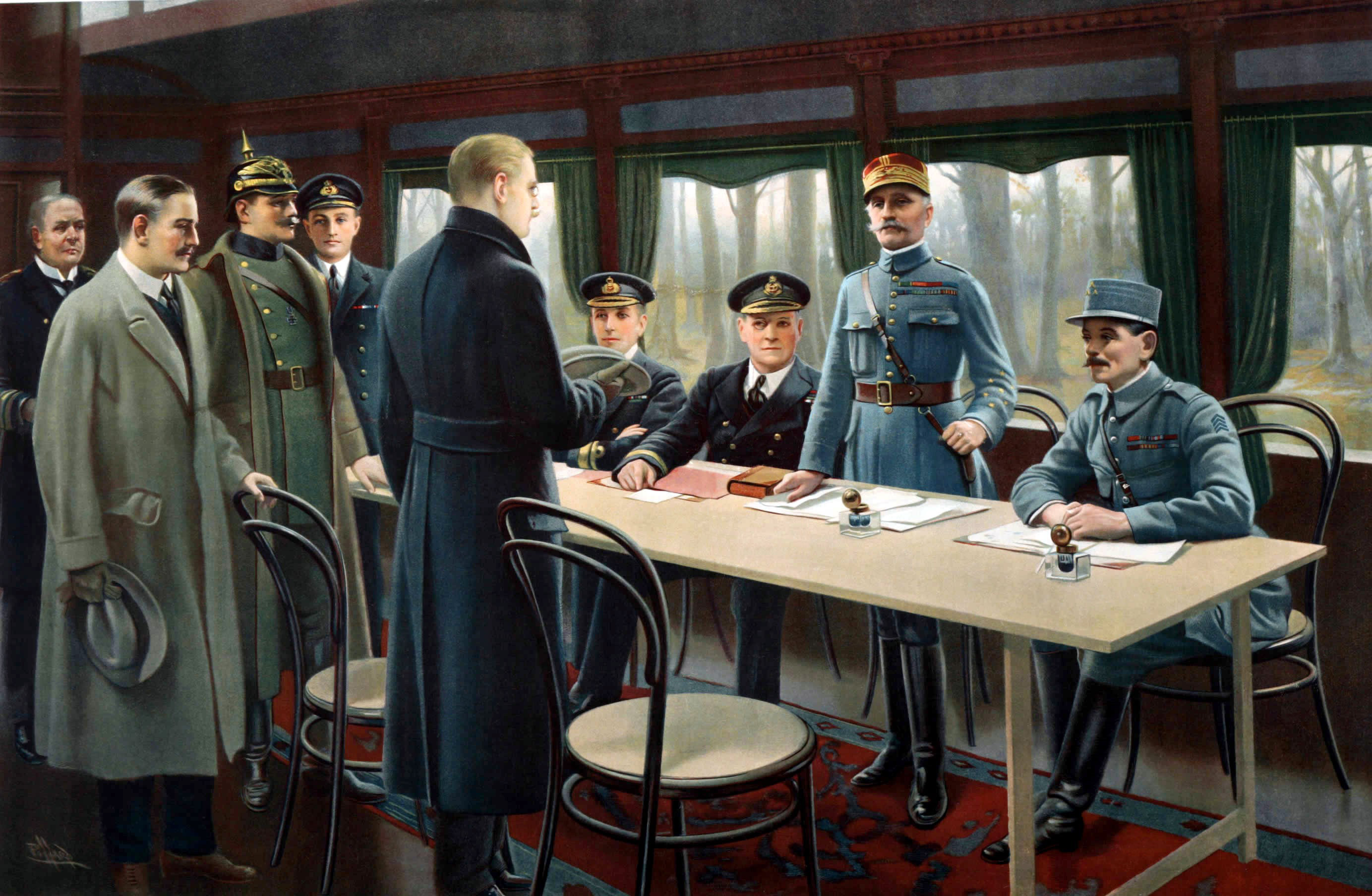
Tyska delegationen inför Ferdinand Foch, 11 november 1918.

Den 7 november hade det tyska högkvarteret i Spa telegraferat till marskalk Ferdinand Foch och bett om att få instruktioner för vart den tyska delegationen skulle färdas för förhandlingarna. Samma dag kom fem delegater i en tysk bil med vit flagg till de franska förposterna vid vägen Chimay-Fourmies-La Capelle-Guise för att ledsagas vidare av fransmännen. De åkte vidare i en fransk bil tvärsigenom den sönderbombade landsbygden till orten La Capelle, därifrån med tåg med nedrullade gardiner till en hemlig destination som var det skogsområde utanför Compiègne där marskalk Foch hade låtit parkera sin privata järnvägsvagn. Klockan 08:00 den 8 november fick de komma inför Foch som direkt, utan artighetsbetygelser frågade Matthias Erzberger: "Vad önskar ni, mina herrar?" Han svarade: "Vi kommer för att mottaga ert förslag till slutande av vapenstillestånd." Foch svarade direkt: "Jag har inget förslag att göra. Ber ni om vapenstillestånd?" Erzberger: "Ja." Den tyska delegationen fick därefter uppläst och översatt för sig villkoren i 35 huvudparagrafer, villkor som inte alls var föremål för förhandling.
Den tyska delegationen förväntade sig hårda krav inklusive tillbakadragande från ockuperat territorium och överlämnandet av krigsmateriel, även kravet på krigsskadestånd var väntat. Men när de hörde att hela den västra Rhenstranden skulle besättas, att de allierade skulle ockupera tre städer längs floden (Mainz, Koblenz och Köln), att en "neutral zon" upprättas längs den östra Rhenstranden och att merparten av den tyska örlogsflottan skulle överlämnas blev tyskarna antingen skräckslagna eller började gråta. Dessutom skulle den allierade sjöblockaden inte hävas förrän ett fredsavtal hade skrivits under vilket ytterligare upprörde dem. Erzberger bad om omedelbart vapenstillestånd och menade att då den tyska armédisciplinen hade brutit samman och revolution hade brutit ut i Tyskland riskerade hela Europa falla till bolsjevismen. Foch avfärdade Erzbergers oro och insisterade på att tyskarna godtog villkoren för att ett vapenstillestånd skulle träda ikraft. Totalt varade mötet den 8 november drygt 45 minuter och Foch gav den tyska delegationen 72 timmar på sig att godta eller förkasta stilleståndsvillkoren, alltså till och med den 11 november klockan 11:00.

### Huvudvillkoren för vapenstilleståndet
- Utrymning av alla ockuperade områden i Frankrike, Belgien och Luxemburg samt hela Elsass-Lothringen inom 15 dagar.[9][12]
- Överlämnande av krigsmateriel i gott skick: 5000 kanoner, 25 000 maskingevär, 3000 minkastare, 1700 flygplan.
- Allierad ockupation av hela västra Rhenstranden, av brohuvudena vid Mainz, Koblenz och Köln inklusive 30 km öster om dessa städer samt upprättandet av en demilitariserad "neutral zon" 50 km öster om Rhen. Den tyska regeringen skulle stå för alla kostnader för den allierade ockupationen av Rhenlandet.
- Tömning av all tysk militär på båda sidor om floden Rhen inom 31 dagar.
- Överlämnande av alla tyska ubåtar och internerande av hela den tyska Högsjöflottan.
- Överlämnande av 5000 lokomotiv, 150 000 järnvägsvagnar och 5000 lastbilar samt kontroll över alla järnvägar i Elsass-Lothringen.
- Repatriering av samtliga medborgare från Frankrike, Belgien och Luxemburg som hålls av Tyskland inom 15 dagar, utan motprestationer.
- Upphävande av Brest-Litovskfreden med Sovjetryssland, Bukarestfreden med Kungariket Rumänien och tillbakadragandet av alla tyska styrkor från samtliga övriga krigsskådeplatser.

Matthias Erzberger protesterade, men mycket svagt eftersom han insåg läget. Han såg det istället som att det tyska folket räddades från undergång. Klockan 05:00 den 11 november undertecknades kapitulationen. Klockan 11:00 samma dag trädde vapenstilleståndet ikraft, varaktigt i 36 dagar med möjlighet till förlängning.

## Efterspel
Under förmiddagen den 11 november spreds nyheten över Europa att vapenstilleståndet hade skrivits under och Ferdinand Foch togs emot av den franske premiärministern Georges Clemenceau i Paris. Eftersom ententen ville hålla trycket uppe in i det sista fortsatte stridigheterna längs fronten i många fall ända tills exakt den timme då vapnen skulle tystna. Ett slutgiltigt fredsavtal kom först till stånd året därpå som ett resultat av fredskonferensen i Paris då Tyskland och ententen skrev under freden i Versailles. Själva vapenstilleståndsavtalet förlängdes totalt tre gånger: Den 13 december 1918 för en månad, den 16 januari 1919 för en månad och den 16 februari 1919 för sista gången.
Eftersom ententen inte hade fört kriget så långt att Tyskland avkrävdes en ovillkorlig kapitulation spreds bland den tyska befolkningen föreställningen att de egna arméerna egentligen inte hade besegrats utan "förråtts" av opatriotiska element på hemmaplan. Oftast beskylldes för detta påstådda svek Socialdemokraterna, kommunistiska revolutionärer, judiska konspiratörer, krigsprofitörer och ibland även civilbefolkningen i sin helhet. Den så kallade dolkstötslegenden kom att ligga till grund för den högljudda revanschism som propagerades av många högerpartier i Tyskland under mellankrigstiden och fick stort stöd av ledande befälhavare från kriget som gärna la skulden för nederlaget på den civila regeringen.

## Källhänvisningar
Den här artikeln är helt eller delvis baserad på material från tyskspråkiga Wikipedia, Waffenstillstand von Compiègne (1918), tidigare version.
1. ↑  Nationalencyklopedin, första världskriget. http://www.ne.se/uppslagsverk/encyklopedi/lång/första-världskriget (hämtad 2016-03-25)
2. ↑  Världskriget i Nordisk familjebok (andra upplagan, 1922)
3. ↑  http://www.nationalarchives.gov.uk/pathways/firstworldwar/battles/counter.htm
4. ↑  Bullitt Lowry (1999). Armistice 1918, Kent State University Press, s.37-38
5. ↑  Världskriget (Centralmaktsförbundets sprängning. Stillestånd.) i Nordisk familjebok (andra upplagan, 1922)
6. ↑  Mavasjaure-Maximilian i Nordisk familjebok (andra upplagans supplement, 1925)
7. ↑  Czernin, Ferdinand (1964). Versailles, 1919. New York: G. P. Putnam's Sons. sid. 7-9. https://books.google.com/books?id=sNhmAAAAMAAJ
8. 1 2 3 4 5  Gregor Dallas (2012). 1918: War and Peace, Random House, "Movements" kapitel 13-15.
9. 1 2 3 4  Spencer Tucker (2002). The Great War, 1914-1918, Routledge, s.174-175
10. ↑  Världen i brand. En bokfilm över det stora kriget 1914-1918. Vapenstillestånd i Projekt Runeberg
11. 1 2  Of interest: The Forest Clearing of the Armistice, Forêt de Compiègne, hämtad 2016-03-28
12. 1 2  ARMISTICE WITH GERMANY, Library of Congress. Hämtad från http://www.loc.gov/law/help/us-treaties/bevans/m-ust000002-0009.pdf 2016-03-28